# Bávaro septentrional
El bávaro septentrional (en bávaro Nordboarisch) es un dialecto del idioma bávaro, junto con el bávaro central y el bávaro meridional.
Este dialecto se habla principalmente en el Alto Palatinado, aunque no en su capital, la ciudad de Ratisbona, que es una zona de habla bávara central según una encuesta lingüística realizada a finales de la década de 1980. Según esta misma encuesta, el bávaro septentrional también se habla en la Alta Franconia, así como en zonas de la Alta y la Baja Baviera y en los alrededores de Eichstätt y Kelheim. Cuando se hizo la encuesta todavía permanecían algunos hablantes en la República Checa, en su mayoría concentrados alrededor de las localidades de Aš y Železná Ruda, pero considerando el tiempo que ha pasado desde entonces es probable que el dialecto ya se haya extinguido en esas zonas. Según Ethnologue, en 2005 había 9.000 hablantes de bávaro en la República Checa, aunque no específica si lo son de la variedad septentrional.
Según la misma encuesta, el dialecto tiene una alta vitalidad en las zonas donde se habla, a pesar de que la mayoría de hablantes lo son también de alemán. En el sur del área lingüística del bávaro septentrional se considera que tiene más prestigio la variedad central, por eso los rasgos septentrionales no son tan patentes como en el norte, donde los hablantes suelen tener un acento bávaro septentrional bastante marcado cuando hablan en alemán.